# سينثيا مونغ
سينثيا مونغ (بالبورمية: စင်သီယာမောင်၊ ဒေါက်တာ)‏ هي ناشطة حقوق الإنسان وطبيبة ميانمارية، ولدت في 6 ديسمبر 1959 في Insein Township ‏ في ميانمار.